# Elisa Rea
Elisa Rea (Roccasecca, 23 marzo 1968) è un'ex mezzofondista italiana.
Nel corso della sua carriera agonistica conquistò ben tredici titoli italiani assoluti nella corsa su diverse distanze, al coperto e all'aperto. Ha preso parte a diverse competizioni internazionali, ma i suoi migliori posizionamenti sono le medaglie di bronzo e d'argento vinte, rispettivamente, ai Giochi mondiali militari del 1995 e del 1999.

## Record nazionali
- 3000 metri piani indoor: 8'51"00 ( Genova, 18 febbraio 1998)[1]

## Palmarès
| Anno | Manifestazione           | Sede       | Evento      | Risultato | Prestazione | Note |
| ---- | ------------------------ | ---------- | ----------- | --------- | ----------- | ---- |
| 1991 | Giochi del Mediterraneo  | Atene      | 1500 metri  | 4ª        | 4'12"67     |      |
| 1992 | Europei indoor           | Genova     | 1500 metri  | Batteria  | 4'12"77     |      |
| 1993 | Mondiali indoor          | Toronto    | 1500 metri  | Batteria  | 4'17"44     |      |
| 1993 | Giochi del Mediterraneo  | Narbona    | 1500 metri  | 5ª        | 4'15"65     |      |
| 1993 | Universiadi              | Buffalo    | 1500 metri  | 5ª        | 4'14"92     |      |
| 1994 | Europei indoor           | Parigi     | 3000 metri  | dnf       | dnf         |      |
| 1995 | Mondiali indoor          | Barcellona | 3000 metri  | 4ª        | 8'56"21     |      |
| 1995 | Universiadi              | Fukuoka    | 1500 metri  | 5ª        | 4'14"09     |      |
| 1995 | Giochi mondiali militari | Roma       | 3000 metri  | Bronzo    | 8'59"03     |      |
| 1996 | Europei indoor           | Stoccolma  | 3000 metri  | 8ª        | 8'59"23     |      |
| 1997 | Giochi del Mediterraneo  | Bari       | 800 metri   | 6ª        | 2'06"27     |      |
| 1998 | Mondiali di cross        | Marrakech  | Cross corto | 47ª       | 13'35"      |      |
| 1998 | Europei indoor           | Valencia   | 3000 metri  | 17ª       | 9'16"14     |      |
| 1999 | Giochi mondiali militari | Zagabria   | 5000 metri  | Argento   | 15'32"67    |      |

## Campionati nazionali
- 3 volte campionessa italiana assoluta dei 5000 metri piani (1998, 1999, 2001)
- 1 volta campionessa italiana assoluta nella staffetta 4×800 metri (1995)
- 1 volta campionessa italiana assoluta nella staffetta 4×1500 metri (1995)
- 5 volte campionessa italiana assoluta dei 1500 metri piani indoor (1990, 1992, 1993, 1996, 1998)
- 3 volte campionessa italiana assoluta dei 3000 metri piani indoor (1995, 1998, 1999)

1990
- Oro ai campionati italiani assoluti di atletica leggera indoor, 1500 metri - 4'15"92

1992
- Oro ai campionati italiani assoluti di atletica leggera indoor, 1500 metri piani - 4'16"33

1993
- Oro ai campionati italiani assoluti di atletica leggera indoor, 1500 metri piani - 4'15"80

1995
- Oro ai campionati italiani assoluti di atletica leggera indoor, 3000 metri piani - 9'15"50
- Oro ai campionati italiani assoluti di atletica leggera, staffetta 4×800 metri - 8'46"58[2]
- Oro ai campionati italiani assoluti di atletica leggera, staffetta 4×1500 metri - 17'43"79[3]

1996
- Oro ai campionati italiani assoluti di atletica leggera indoor, 1500 metri piani - 4'21"59

1997
- 6ª ai campionati italiani assoluti, 10000 m piani - 33'43"29

1998
- Oro ai campionati italiani assoluti di atletica leggera indoor, 1500 metri piani - 4'11"49
- Oro ai campionati italiani assoluti di atletica leggera indoor, 3000 metri piani - 9'01"17
- Oro ai campionati italiani assoluti di atletica leggera, 5000 metri piani - 15'54"08

1999
- Oro ai campionati italiani assoluti di atletica leggera indoor, 3000 metri piani - 9'23"26
- Oro ai campionati italiani assoluti di atletica leggera, 5000 metri piani - 15'26"50

2001
- Oro ai campionati italiani assoluti di atletica leggera, 5000 metri piani - 16'04"98
- Argento ai campionati italiani assoluti indoor, 3000 m piani - 9'18"29

## Altre competizioni internazionali
1987
- 4ª al Golden Gala ( Roma), 1500 m piani - 4'18"34

1990
- 4ª al Golden Gala ( Bologna), 1500 m piani - 4'13"17

1992
- 12ª al Golden Gala ( Roma), 1500 m piani - 4'13"08

1993
- 7ª al Golden Gala ( Roma), miglio - 4'30"03

1995
- 11ª al Golden Gala ( Roma), 3000 m piani - 9'05"23

1996
- 9ª all'Athletissima ( Losanna), 1500 m piani - 4'13"62
- 16ª al Golden Gala ( Roma), 1500 m piani - 4'16"01

1998
- 15ª al Golden Gala ( Roma), 1500 m piani - 4'09"32
- 11ª alla Cinque Mulini ( San Vittore Olona) - 18'26"
- Oro al Cross della Vallagarina ( Villa Lagarina) - 15'48"

1999
- 17ª al Bauhaus-Galan ( Stoccolma), 5000 m piani - 15'47"77
- 13ª al Golden Gala ( Roma), 3000 m piani - 8'48"76

2001
- 13ª al Golden Gala ( Roma), 1500 m piani - 4'09"45
- 11ª all'Herculis ( Monaco), 1500 m piani - 4'16"97